# Park Yong-ha
Park Yong Ha (12/8/1977 - 30/6/2010) là một nam ca sĩ và diễn viên người Hàn Quốc. Anh tốt nghiệp khoa Truyền thông - Trình diễn nghệ thuật và Khoa học tại trường Đại học Chung-Ang.

## Tiểu sử
Park Yong Ha là con trai của ông Park Seung In, một nhà sản xuất nổi tiếng của Hàn Quốc trong thập niên 70 và 80 của thế kỉ XX. Ông Park Seung In từng là nhà quản lý cho nhiều ngôi sao nổi tiếng xứ Hàn như Song Chang Sik, Yang Hee Eun và Jung Su Ra.
Park Yong Ha bắt đầu sự nghiệp vào năm 1994 bằng việc tham gia bộ phim truyền hình Theme Theater của đài MBC và góp mặt trong bộ phim nhựa đầu tiên mang tên If It Snows on Christmas, 4 năm sau đó. Sự nghiệp của Park Yong Ha nở rộ sau khi anh tham gia bộ phim truyền hình Bản tình ca mùa đông cùng Bae Yong Joon và Choi Ji Woo vào năm 2002. Những bộ phim đáng chú ý khác của anh trong sự nghiệp gồm Loving You, On Air, The Slingshot, Although it is Hateful Again 2002 và The Scam.
Park Yong Ha bắt đầu sự nghiệp ca hát tại Nhật Bản vào năm 2003, và từng giành giải thưởng Nghệ sĩ mới xuất sắc tại lễ trao giải âm nhạc Golden Disk của Nhật vào năm 2005. Anh trở thành nghệ sĩ xứ Hàn đầu tiên giành giải thưởng này. Từ năm 2006 tới năm 2008, anh giành liên tiếp 4 giải thưởng âm nhạc khác của Nhật Bản. Park Yong Ha thành lập công ty quản lý riêng có tên là Yona Entertainment vào năm 2008.
Ngày 19/6/2010, Park Yong Ha bắt đầu tour diễn kéo dài 3 tháng của anh tại 16 thành phố của Nhật Bản để quảng bá cho album STARS.
Park Yong Ha được bổ nhiệm là đại sứ của tổ chức phi chính phủ Good Neighbors vào tháng 8/2009. Anh đã tới thăm và thực hiện một số công tác từ thiện tại châu Phi. Anh còn đóng góp tiền xây dựng một trường học có tên là Yona School tại châu Phi.

## Tự sát
Vào lúc 5h30 sáng ngày 30/6/2010, Park Yong Ha được tìm thấy đã chết tại nhà riêng do treo cổ tự tử bằng dây cáp điện thoại. Người đầu tiên phát hiện ra anh tự tử là mẹ của anh. Bạn bè của Park Yong Ha cho biết, trong mấy ngày gần đây trước khi Park Yong Ha tự tử, anh vẫn cư xử bình thường và không có biểu hiện gì bất thường. Song, người thân của Park Yong Ha cho hay, nam diễn viên đã bị căn bệnh mất ngủ hành hạ suốt 14 năm qua và từng phải dùng thuốc an thần vì chứng trầm cảm nghiêm trọng. Park Yong Ha cũng có lần chia sẻ rằng, việc trở thành một ngôi sao nổi tiếng rồi phải trở thành tâm điểm của báo giới, cộng với việc phải đón nhận sự quan tâm đặc biệt của giới truyền thông luôn khiến cho anh có "cái cảm giác như là có một tảng đá to đè nặng lên đôi vai của mình".
Ngoài ra, vào khoảng thời gian ấy, cha ruột Park Yong Ha đã bị ung thư dạ dày và thời gian sống đã không còn nhiều. Ông ấy được đưa về nhà để gia đình chăm sóc. Công ty quản lý của Park Yong Ha thì đang gặp phải khó khăn. Đây được xem là những nguyên nhân khiến cho Park Yong Ha phải tìm đến cái chết như là một sự giải thoát.
Đám tang của Park Yong Ha được tổ chức tại bệnh viện St Mary ở Kangnam, Seoul. Thi hài của anh ấy được đưa đến Khu tưởng niệm ở Bundang, Gyeonggi để hỏa táng.